# 2,2-Dinitroeten-1,1-diamin
1,1-diamino-2,2-dinitroetilen (DADNE) ili FOX-7 je neosetljivo visoko eksplozivno jedinjenje, ali je i organsko jedinjenje, koje sadrži 2 atoma ugljenika i ima molekulsku masu od 148,078 . Prvi put ga je sintetizovao Švedski institut za istraživanje nacionalne odbrane (FOS) 1998. godine. Ime FOX-7 izvedeno je iz akronima Švedske agencije za odbrambena istraživanja (FOI), pri čemu je I zamenjeno sa X da bi označilo eksploziv, kao u RDX i HMX.
FOX-7 je sličan neosetljivom hemijskom jedinjenju TATB, koje je jedinjenje benzenskog prstena sa tri amino i tri nitro grupe. FOX-7 ima okosnicu od dva ugljenika, a ne benzenski prsten, ali amino i nitro grupe imaju slične efekte u oba slučaja prema objavljenim izveštajima o osetljivosti i procesima hemijskog raspada FOX-7. FOX-7 je stehiometrijski identičan (ali strukturno nepovezan) sa eksplozivima i pogonskim gorivom RDX i HMX, i stoga proizvodi istu količinu gasa po gramu, što je ključna determinanta performansi.
Prema različitim merama, kao što su udar spuštene težine, sila trenja, temperatura paljenja i odgovor na zagrevanje u zatvorenom prostoru, manje je osetljiv od referentnog eksplozivnog RDX-a, dok ima performanse nešto veće od istog. Njegova eksplozivna svojstva izgledaju izuzetno povoljna; pored njegovih neosetljivih svojstava, brzina detonacije smeše 80% FOX-7 plus veziva je visoka kao Kompozicija B, a skoro čisti eksplozivi na bazi FOX-7 plastičnih veza su malo bolji od RDX-a. Izračunato je da FOX-7 ima brzinu detonacije od 8.870 m/s. Naboji sastavljeni od EVA obložene granule FOX-7 presovane u pelete od 92% teorijske maksimalne gustine su imale brzinu detonacije od 7730 m/s, u poređenju sa 7630 m/s za sličan sastav RDX /  EVA, i 5% veći detonacioni pritisak.
FOX-7 proizvodi EURENCO Bofors AB iz Švedske od 2018. godine, nakon što se proizvodio u serijama do 7 kg (15 lb) 2001. U laboratorijskoj sintezi, troškovi materijala su izračunati na oko 3000 AU$/kg (cene u 2002. AUD) koristeći cene od istraživačkih dobavljača hemikalija. U to vreme, FOX-7 se mogao kupiti od NEKSPLO Bofors AB po ceni od 3200 SEK/kg. Zbog male proizvodnje, cena FOX-7 je relativno visoka. Međutim, proizvodnja se zasniva na komercijalnom početnom materijalu i sinteza nije komplikovana.
FOX-7 je atraktivan predmet za istraživanje i razvoj zbog svoje kombinacije neosetljivosti i moći. FOX-7 deluje slično kao RDX, jedan od najmoćnijih eksploziva i potisnih gasova koji se koriste, za razliku od drugih neosetljivih visokih eksploziva koji su pod istragom, kao što su TATB, nitrotriazolon, TEX i 2,6-diamino-3,5-dinitropirazin-1-oksid (LLM-105). Zbog potrebe za manje osetljivom municijom, FOX-7 se istražuje u mnogim vojnim istraživačkim centrima, uključujući Australiju, Indiju, SAD i Švedsku.

## Osobine
| Osobina                  | Vrednost |
| ------------------------ | -------- |
| Broj akceptora vodonika  | 6        |
| Broj donora vodonika     | 2        |
| Broj rotacionih veza     | 2        |
| Particioni koeficijent ( | -0,6     |
| Rastvorljivost (logS, log(mol/L))       | -3,1     |
| Polarna površina (PSA, Å2)  | 143,7    |

## Istorija
Sinteza derivata 1,1-diamino-2,2-dinitroetilena opisana je 1992. godine. Od 1,1-dijodo-2,2-dinitroetilena se rotacijom sa alkilaminima mogu dobiti odgovarajuće veze 1,1-dialkilamino-2,2-dinitroetilen. Reakcija sa amonijakom kao proizvodom reakcije dala je amonijumsku so cijanodinitrometana i stoga ne bazno jedinjenje 1,1-diamino-2,2-dinitroetilen. Sintezu 1,1-diamino-2,2-dinitroetilena (FOX-7) prvi put je izvestio 1998. FOA Defence Research Institute. Sa <10% prinosa, ovaj put, uprkos jeftinom materijalu od 2-metil-imidazola, nije komercijalno održiv.

## Sinteza
Priprema diaminodinitroetilena se vrši samo u malim serijama, što rezultira relativno visokom cenom. Optimizovana sinteza sa prinosom >90% ide od 2,6-dihidroksi-4-metilpirimidina iz kojeg nitracijom u nitracionoj kiselini postaje tetranitro intermedijer. Intermedijarni proizvod se zatim hidrolitički cepa za ciljno jedinjenje, dinitrometan i ugljen-dioksid. Početno jedinjenje 2,6-dihidroksi-4-metilpirimidin je iz ciklizacije acetamidin hidrohlorida sa dietil malonatom u prisustvu natrijuma i etanola.
Verifikacija konverzije je tečna hromatografija odvajanja mogućih specijalnih grafitnih kolona.
FOX-7 se proizvodi u Eureco Bofors AB u Švedskoj. Zbog male proizvodnje, cena FOX-7 je relativno visoka. Međutim, proizvodnja se zasniva na komercijalnom početnom materijalu i sinteza nije komplikovana. Stoga se očekuje da će cena opasti kako se obim proizvodnje povećava.

## Svojstva

### Fizička svojstva
1,1-Diamino-2,2-dinitroetilen formira žute kristale. Jedinjenje pokazuje polimorfno ponašanje. Na sobnoj temperaturi postoji α oblik, koji se pri zagrevanju iznad 114 °C pretvara u β oblik. Ova fazna tranzicija je reverzibilna. Konverzija u γ oblik je primećena na 173 °C. γ-forma je metastabilna i pri hlađenju se polako i nepotpuno transformiše u α. Nema tačku topljenja jer od 180 °C dolazi do egzotermne reakcije raspadanja. Monokristal iz NMP/kristalizovane vode α-forme je otkrio monoklinsku kristalnu strukturu. Prisustvo donora elektrona i grupa za povlačenje elektrona u molekulu rezultira promenama dužine veze. Dužina veze ugljenik-ugljenik je 145,6 pm, tipične dužine jednostruke veze su 154 pm i dvostruke veze 134 pm, stoga jedinjenje ima čistu strukturu dvostruke veze. Mogu postojati dve rezonantne strukture, u kojima je gore prisutna polarna, imina struktura. Ovo takođe potvrđuje uočene hemijske osobine, kao što su elektrofilni dodaci.
U molekulu postoje dve jake intramolekularne vodonične veze između NH i on ne funkcioniše. Ovo rezultira planarnim Grundstrukturdes molekulom. Formira se u kristalnoj rešetki vodonične veze intermolekulerer rebrastog sloja strukture. Kristalna struktura β-forme je ortorombna, γ-forma prikazuje monoklinsku kristalnu rešetku sa prostornom grupom P2 1/n
Jedinjenje je praktično nerastvorljivo u vodi. U drugim rastvaračima kao što su aceton, etil acetat ili acetonitril, rastvorljivost je niska ispod 0,5 g/100 ml. Ima bolju rastvorljivost u N,N-dimetilformamidu od 21 g/100 mL, u N-metil-2-pirolidonu od 32 g/100 mL i u dimetil sulfoksidu od 45 g na 100 mL.
Molarna entalpija formiranja je Δ f H 0 = -130 kJ / mol. NMR spektri jedinjenja su jednostavno DAR. 1H NMR spektar pokazuje samo na 8,77 ppm, široki pik koji je rezultat NH protona. 13C NMR spektar pokazuje dva pika na 128,5 ppm za atom ugljenika supstituisanog nitro grupom na 158,8 ppm i za atom ugljenika koji ima amino grupe.

### Termička stabilnost i eksplozivna svojstva
1,1-diamino-2,2-dinitroetilen nema tačku topljenja, u termoanalitičkim merenjima od 180 °C uočeno je dvostepeno raspadanje sa toplotom raspadanja od -1427 J/g. Mehanizam razlaganja u odnosu na poluproizvode koji se proizvode su razmatrani teoretski i dovodi do konačnih proizvoda: ugljen monoksida, azota i vode. FOX-7 je sličan neosetljiv na TATB, koji je jedinjenje benzenskog prstena sa tri amino i tri nitro Desam grupe. FOX-7 ima okosnicu od dva ugljenika umesto benzenskog prstena, ali amino i nitro grupe imaju slične efekte u oba slučaja prema objavljenim izveštajima o FOKS-hemijskim procesima, osetljivosti i raspadu.
Važni indikatori eksplozije, kao što su energija eksplozije, brzina detonacije i detonacioni pritisak, procenjeni su različitim proračunskim metodama i eksperimentalno korišćenjem različitih metoda merenja. Izračunate vrednosti za energiju eksplozije variraju između 4442 4884 J·g−1, za brzinu detonacije između 8.453 m·s−1 a 8.869 m·s−1 i detonacioni pritisak između 29,3 GPa i 34,0 GPa. Eksperimentalno utvrđene vrednosti su za energiju eksplozije 4.860 J · g−1, brzinu detonacije između 8.325 m·s -1 i 8.405 m·s−1 i pritisak detonacije 28,4 GPa. Jedinjenje koje ima energiju udara od 11-40 Nm osetljivo na udar. Osetljivost na udar zavisi od distribucije veličine čestica ispitivanog materijala. nije identifikovana sila trenja od 353 N osetljivosti na trenje.
Njegova eksplozivna svojstva izgledaju izuzetno povoljna; Pored njegovih neosetljivih osobina, brzina detonacije smeše 80% FOX-7 plus veziva je visoka kao skoro čisto Kompozicija B, a vezani prah eksploziva na bazi FOX-7 je nešto veći od RDX-a .

### Hemijska svojstva
Jedinjenje ima kisela svojstva. U prisustvu baza može izgubiti nešto protona. Vrednost pK je približno 10,6. Reakcija sa kalijum hidroksidom na niskim temperaturama može izolovati kalijumovu so kao belu, kristalnu čvrstu supstancu. Zagrevanjem na 70 °C sa rastvorom kalijum hidroksida dolazi do bazične hidrolize, formiraju se kalijumova so dinitrometana i uree.
Zbog velikih razlika u polaritetu u molekulu, u hemijskim reakcijama postavljaju se zanimljiva pitanja. Supstanca može u prisustvu anhidrida sirćetne kiseline ili anhidrida trifluorosirćetne kiseline sa azotnom kiselinom, podvrgnuti daljoj nitraciji. Dobijeno jedinjenje tetranitro je termički nestabilno. Razlaganje je relevantno čak i na sobnoj temperaturi. Na -20 °C može se čuvati oko nedelju dana. Razlaganje amonijaka u rastvoru acetonitrila daje amonijumsku so trinitrometana i nitrogvanidina.
Halogenacija sa N-bromosukcinimidom ili N-hlorosukcinimidom se vrši analogno kao kod nitracije u kojoj je geminalni atom ugljenika nitro grupa i amino grupa. Oksidacija sa 30% vodonik peroksida u sumpornoj kiselini ili sa trifluorosirćetnom kiselinom dovodi do oslobađanja azotne kiseline i diaminosirćetne kiseline diazot trioksida.
1,1-diamino-2,2-dinitroetilen je polazni materijal za proizvodnju tetrazola. Formiranje tetrazolnog prstena može se postići reakcijom sa trimetilsilil azidom u DMSO sa formiranjem 5-amidinotetrazola. Baznom hidrolizom može se dobiti kalijumova so amida tetrazol-5-karboksilne kiseline. Njegova reakcija sa metil jodidom daje dva izomera 1-metiltetrazol-5-karboksamid i 2-metiltetrazol-5-karboksamid.

## Korišćenje
Zbog svojih kiselih svojstava, FOX-7 sa nukleofilom i baznim materijalima reaguje da bi proizveo veću energiju. Dakle, reakcija sa gvanidinijum hloridom u prisustvu kalijum hidroksida, gvanidinijum soli: G(FOX-7) [H2N=C(NH2)2]+(FOX-7)−.[] Veći sadržaj azota u molekulu uzrokovan termičkom razgradnjom većeg razvoja gasa, što je omogućilo je primena u pogonskim gorivima.
Trenutno ne postoji velika upotreba FOX-7, ali se testira u raznim vojnim istraživačkim centrima. Potreba za manje osetljivom municijom je najvažniji pokretač za korišćenje FOX-7.

## Literatura
- Clayden, Jonathan; Greeves, Nick; Warren, Stuart; Wothers, Peter (2001). Organic Chemistry (I изд.). Oxford University Press. ISBN 978-0-19-850346-0.
- Smith, Michael B.; March, Jerry (2007). Advanced Organic Chemistry: Reactions, Mechanisms, and Structure (6th изд.). New York: Wiley-Interscience. ISBN 0-471-72091-7.
- Katritzky A.R.; Pozharskii A.F. (2000). Handbook of Heterocyclic Chemistry (Second изд.). Academic Press. ISBN 0080429882.

## Dodatna literatura
- Sorescu, Dan C.; Boatz, Jerry A.; Thompson, Donald L. (2001). „Classical and Quantum-Mechanical Studies of Crystalline FOX-7 (1,1-Diamino-2,2-dinitroethylene)”. The Journal of Physical Chemistry A. 105 (20): 5010. Bibcode:2001JPCA..105.5010S. doi:10.1021/jp010289m.
- Evers, Jürgen; Klapötke, Thomas M.; Mayer, Peter; Oehlinger, Gilbert; Welch, Jan (2006). „Α- and β-FOX-7, Polymorphs of a High Energy Density Material, Studied by X-ray Single Crystal and Powder Investigations in the Temperature Range from 200 to 423 K”. Inorganic Chemistry. 45 (13): 4996—5007. PMID 16780321. doi:10.1021/ic052150m.

## Bibliografija
- Helena Bergman, Anna Pettersson and Henrik Östmark: FOX - 7 , an IM Ingredient Candidate – Where Are We Today?
- Nikolai V. Latypovb, Jan Bergmanb, Abraham Langlet, Ulf Wellmar and Ulf Bemm: Latypov, Nikolai V.; Bergman, Jan; Langlet, Abraham; Wellmar, Ulf; Bemm, Ulf (1998). „Synthesis and reactions of 1,1-diamino-2,2-dinitroethylene”. Tetrahedron. 54 (38): 11525—11536. doi:10.1016/S0040-4020(98)00673-5.